# ماتياس زراتشو
ماتياس زراتشو (بالإسبانية: Matías Zaracho)‏ (مواليد 10 مارس 1998) هو لاعب كرة قدم أرجنتيني يلعب في مركز خط الوسط في نادي راسينغ.

## روابط خارجية
- ماتياس زراتشو على موقع قاعدة بيانات كرة القدم.إي يو (الإنجليزية)
- ماتياس زراتشو على موقع ناشيونال فوتبول تيمز (الإنجليزية)
- ماتياس زراتشو على موقع Soccerway.com (الإنجليزية)
- ماتياس زراتشو على موقع عالم كرة القدم.نت (الإنجليزية)